# Sang pour sang (chanson)
Singles de Johnny Hallyday
Un jour viendra
(1999) Partie de cartes
(2000)
Sang pour sang est une chanson de Johnny Hallyday sortie en 1999 sur un album auquel elle donne son titre. Les paroles sont d'Éric Chemouny sur une musique composée par David Hallyday. Sang pour sang (troisième extrait de l'album) est diffusée en single en novembre 1999.

## Histoire
La rencontre artistique entre les Hallyday père et fils est indirectement due à une autre rencontre, celle de Johnny Hallyday et de l'écrivain Françoise Sagan, lors d'un dîner en 1996. L'idée d'une chanson pointe dans la conversation... Quelques heures plus tard, le texte de Quelques cris apparaît sur le télécopieur d'Hallyday. Le chanteur le confie à plusieurs compositeurs, sans qu'aucune des musiques proposées ne le séduise vraiment... Les choses en restent là, jusqu'à ce que David Hallyday le découvre et propose à son père d'essayer à son tour de mettre en musique les mots de Sagan... ce qu'il fait. L'idée d'un album entièrement composé par David est alors arrêtée ; un temps il est envisagé que l'opus à venir soit nommé « Tel père, tel fils »...
L'idée d'une autre chanson tient particulièrement à cœur à David Hallyday (il fait même de l'existence de ce titre, une condition sine qua non à l'aboutissement du projet) ; une chanson qui parle de la relation entre le père et le fils : 
« Je voulais que l'on parle vraiment de notre relation, de la relation d'un père et d'un fils qui est évidemment quelque chose de très fort. Je savais que lui avait accumulé plein de squelettes dans le placard, des non-dits par rapport à moi, à ce qu'on a vécu ensemble ou plutôt à ce qu'on n'a pas vécu. Son absence et toutes ces choses qui le font souffrir. Je voulais qu'il assume tout ça. Je voulais que cette chanson soit l'expression d'une maturité. Pour lui. »
L'écriture du texte est confié au journaliste Éric Chemouny. Sang pour sang est née et la chanson donnera son titre à l'album.

## Autour de la chanson
Sang pour sang peut-être mise en parallèle avec une autre chanson de Johnny Hallyday, parue en 1981 sur l'album Pas facile, Il ne faut pas me ressembler. Enregistrée quelques mois après sa séparation avec Sylvie Vartan, Johnny Hallyday évoquant cette chanson, dira, plus tard, sous forme de reniement : « Je l'ai chantée à une époque où je pensais avoir raté ma vie, aujourd'hui je vois les choses différemment. »
Une chanson sur laquelle déjà Johnny Hallyday s'adresse à son fils : 
« Je n'étais pas là souvent, je sais

Et les années ont passé

Je ne t'ai pas vu grandir, c'est vrai

[...]

Et aujourd'hui te voilà

Presque un homme devant moi

[...]

Et pourtant, tu sais

Il ne faut pas me ressembler

Aime-moi

Mais ne soit pas comme moi »
(Texte Michel Mallory, extraits)
« J'ai pas toujours trouvé les mots

Pour bercer tes rêves d'enfant

Ensemble on est devenu grand

[...]

Au-delà de nos différences

Des coups de gueule des coups de sang

À force d'échanger nos silences

Maintenant qu'on est face à face

On se ressemble sang pour sang »
(Texte Éric Chemouny, extraits)
Outre ces deux titres, Johnny Hallyday évoque/s'adresse encore à son fils dans un couplet de la chanson Le Droit de vivre (1973, album Insolitudes) et en 1967 avec la chanson Mon fils.

## Clip
Le clip est réalisé par Cyril Sebas. Il se déroule dans une salle de billard dans laquelle Johnny Hallyday joue contre David Hallyday.

## Discographie
1999
- 13 septembre : album Sang pour sang Philips 546 625-2[5]

novembre
- CDS promotionnel Philips 9271[6] : Sang pour sang
- CDS Philips 562 506-2[5] : Sang pour sang, Notre histoire

Discographie live :
- 2000 : 100 % Johnny : Live à la tour Eiffel - Happy Birthday Live - Parc de Sceaux 15.06.2000 (inédit jusqu'en 2020)
- 2013 : Born Rocker Tour (en duo avec David Hallyday)

## Classements hebdomadaires
| Classement (1999) | Meilleure position |
| ----------------- | ------------------ |
| France            | 9                  |
| Wallonie          | 12                 |

## Sang pour sangen duo (père et fils)
Nota : référence pour l'ensemble de cette section :
Johnny et David Hallyday ont, à la télévision ou sur scène, plusieurs fois chanté en duo le titre Sang pour sang :
- 12 novembre 1999 : émission de télévision Sang pour cent Johnny
- 21 mars 2000 : sur scène, à l'occasion d'un concert de David Hallyday à l'Olympia
- 8 juillet 2000 : concert de Johnny Hallyday à Bruxelles au stade Roi Baudouin
- 12 juillet 2000 : concert de Johnny Hallyday à Nancy
- 14 juillet 2000 : au cours d'un concert de Johnny Hallyday à Lausanne
- 17 novembre 2007 : émission Star Academy
- 17 mars 2008 : à l'occasion d'un concert de David Hallyday à La Cigale
- 13 décembre 2008 : émission Ça ne finira jamais
- mai 2009 : les 30 et 31, concerts de Johnny Hallyday au Stade de France (également lors d'un concert à Lyon le 24 juin ; à Marseille le 11 juillet ; à la Tour Eiffel le 14 juillet et à Monaco le 19 juillet)
- 15 juin 2013 : au cours d'un concert de Johnny Hallyday à Bercy (représentation retransmise en direct sur TF1)

## Reprise
Sylvie Vartan, en 2018, enregistre Sang pour sang sur l'album Avec toi.
Sylvie Vartan et David Hallyday, les 23 et 24 octobre 2019, sur la scène du Grand Rex, interprètent en duo Sang pour sang, lors du récital de la chanteuse Avec toi... La rock'n'roll attitude en hommage à Johnny Hallyday,.
En 2018, sur son album en duo avec Ève Angeli, Le binôme du siècle, Francky Vincent reprend seul la chanson Sang pour sang.